# Жамалетдинов, Тимур Абдурашитович
Тиму́р Абдураши́тович Жамалетди́нов (21 мая 1997, Москва, Россия) — российский футболист, нападающий клуба «Челябинск».

## Клубная карьера

### ЦСКА
Воспитанник футбольной школы московского «Локомотива». В сезоне 2014/15 начал регулярные выступления за дублирующий состав ЦСКА. В следующем сезоне он забил десять голов за второй состав «армейцев». Играл за ЦСКА в Юношеской лиге УЕФА, где забил 13 голов в 21 матче.
В сезоне 2016/17 стал привлекаться к тренировкам и матчам главной команды. Его дебют за ЦСКА в чемпионате России состоялся 9 апреля 2017 года в матче против «Краснодара», в этом матче он вышел на замену на 89-й минуте вместо Алексея Ионова.
В сезоне 2017/18 в гостевом матче против «Амкара» (1:0) забил свой первый гол за ЦСКА. 12 сентября 2017 года, в первом туре группового этапа Лиги чемпионов в гостях против «Бенфики» (2:1) забил победный гол. 15 сентября 2018, в матче против «Уфы» в гостях оформил первый дубль во взрослом футболе и помог своей команде победить со счётом 3:0.

#### Аренда в «Лех»
В январе 2019 года ЦСКА договорился с польским «Лехом» о переходе игрока на правах аренды до конца сезона. Дебютировал за команду в товарищеском матче против донецкого «Шахтера» (0:3). В чемпионате Польши дебютировал 8 февраля в домашнем матче против «Заглембе» (1:2), выйдя на замену на 86-й минуте.
20 марта в Плей-офф чемпионата Польши против «Ягеллонии» (3:3) забил дебютный гол за команду. В следующем матче против «Легии» (1:0) впервые вышел в стартовом составе и помог одержать победу своей команде. После матча, на тренировке, получил травму голеностопа из-за чего пропустил оставшийся игровой отрезок. По итогам сезона провёл 7 игр и забил 1 гол. 14 июня 2019 года стало известно, что «Лех» продлил арендное соглашение с игроком на сезон 2019/2020.
27 мая 2020 года вышел в стартовом составе на матч 1/4 кубка Польши и отличился забитым голом в ворота «Сталь Мелец» (3:1).

### «Уфа»
12 августа 2020 года перешёл в клуб «Уфа». Первый гол за свой новый клуб забил 30 августа 2020 года в матче 6-го тура против «Динамо» (1:1), поразив ворота после удара затылком. По итогам сезона 2021/22 команда заняла 14 место и после стыковых матчей против «Оренбурга» (общий счёт 3:4) покинула Премьер-Лигу. 8 сентября 2022 года контракт Жамалетдинова с «Уфой» был расторгнут по обоюдному соглашению сторон. В составе башкирского клуба провёл 45 матчей и забил 7 голов.

### «СКА-Хабаровск» и «Волгарь»
8 сентября 2022 года на правах свободного агента перешёл в «СКА-Хабаровск», подписав контракт до конца сезона 2022/23. Дебютировал за новый клуб 9 октября, в игре против «Рубина» (1:2). Первый гол забил 23 октября в ворота «Велеса» (6:0). 26 июня 2023 года Жамалетдинов покинул клуб в связи с истечением срока контракта.
25 июня 2023 года подписал контракт с астраханским клубом «Волгарь» . Дебют состоялся 16 июля, в матче против «Нефтехимика» (1:2). Жамалетдинов в перерыве заменил Кирилла Косарева и на 55-й минуте забил первый гол за клуб. 19 июня 2024 года покинул клуб в связи с окончанием контракта.

### «Шинник»
21 июня 2024 стал игроком ярославского «Шинника», заключив однолетний контракт. 9 января 2025 года контракт с клубом был расторгнут по соглашению сторон.

### «Знамя Труда»
В марте 2025 года стал игроком клуба «Знамя Труда». Забил 12 голов в 15 матчах.

### «Челябинск»
9 июля 2025 года стал игроком «Челябинска».

## Карьера в сборной
За юношескую сборную России до 19 лет провёл две встречи и забил один гол. Из-за высокой конкуренции не попадал в состав молодёжной сборной России.

## Достижения
ЦСКА
- Обладатель Суперкубка России: 2018
- Серебряный призёр чемпионата России (2): 2016/17, 2017/18

Лех
- Серебряный призёр чемпионата Польши: 2019/20

## Личная жизнь
Родители родом из Республики Дагестан. Мать Нурия Рафековна родилась в Махачкале, отец Заур Алимпашаевич — в Хасавюрте. Мать работает воспитательницей в детском саду. У отца небольшой бизнес с продуктовыми магазинами.

## Клубная статистика
| Выступление      | Выступление      | Выступление      | Лига | Лига | Кубок | Кубок | Суперкубок | Суперкубок | Еврокубки | Еврокубки | Итого | Итого |
| Клуб             | Лига             | Сезон            | Игры | Голы | Игры  | Голы  | Игры       | Голы       | Игры      | Голы      | Игры  | Голы  |
| ---------------- | ---------------- | ---------------- | ---- | ---- | ----- | ----- | ---------- | ---------- | --------- | --------- | ----- | ----- |
| ЦСКА             | Премьер-лига     | 2016/17          | 4    | 0    | 1     | 0     | 0          | 0          | 0         | 0         | 5     | 0     |
| ЦСКА             | Премьер-лига     | 2017/18          | 14   | 1    | 0     | 0     | 0          | 0          | 6         | 1         | 20    | 2     |
| ЦСКА             | Премьер-лига     | 2018/19          | 12   | 3    | 1     | 0     | 1          | 0          | 2         | 0         | 16    | 3     |
| ЦСКА             | Итого            | Итого            | 30   | 4    | 2     | 0     | 1          | 0          | 8         | 1         | 41    | 5     |
| → Лех            | Экстракласса     | 2018/19          | 7    | 1    | 0     | 0     | 0          | 0          | 0         | 0         | 7     | 1     |
| → Лех            | Экстракласса     | 2019/20          | 11   | 0    | 1     | 1     | 0          | 0          | 0         | 0         | 12    | 1     |
| → Лех            | Итого            | Итого            | 18   | 1    | 1     | 1     | 0          | 0          | 0         | 0         | 19    | 2     |
| Уфа              | Премьер-лига     | 2020/21          | 28   | 4    | 4     | 3     | 0          | 0          | 0         | 0         | 32    | 7     |
| Уфа              | Премьер-лига     | 2021/22          | 5    | 0    | 0     | 0     | 0          | 0          | 0         | 0         | 5     | 0     |
| Уфа              | Итого            | Итого            | 33   | 4    | 4     | 3     | 0          | 0          | 0         | 0         | 37    | 7     |
| Всего за карьеру | Всего за карьеру | Всего за карьеру | 81   | 9    | 7     | 4     | 1          | 0          | 8         | 1         | 97    | 14    |